# KDevelop
KDevelop es un entorno de desarrollo integrado para sistemas GNU/Linux-Unix, así como para Windows, teniendo también previsto lanzarlo en versión Mac OS, publicado bajo licencia GPL y orientado al uso bajo el entorno gráfico KDE, aunque también funciona con otros entornos, como Gnome.
KDevelop 4.0 ha sido reconstruido completamente desde los cimientos, se dio a conocer para KDE la versión 4.0 en mayo de 2010.
A diferencia de muchas otras interfaces de desarrollo, KDevelop no cuenta con un compilador propio, por lo que depende de gcc para producir código binario.
Su última versión se encuentra actualmente bajo desarrollo y funciona con distintos lenguajes de programación como C, C++, PHP y Python mediante la instalación de un plugin oficial. Otros lenguajes como Java, Ada, SQL, Perl y Pascal, así como guiones (scripts) para el intérprete de comandos Bash no han sido portados a KDevelop4 todavía, aunque es posible que se soporten en un futuro.

## Características
KDevelop usa por defecto el editor de texto Kate. Las características que se mencionan a continuación son específicas del entorno de desarrollo:
- Editor de código fuente con destacado de sintaxis e indentado automático (Kate).
- Gestión de diferentes tipos de proyectos, como CMake, Automake, qmake (para proyectos basados en la biblioteca Qt y Ant (para proyectos basados en Java).
- Navegador entre clases de la aplicación.
- Front-end para gcc, el conjunto de compiladores de GNU.
- Front-end para el depurador de GNU.
- Asistentes para generar y actualizar las definiciones de las clases y el framework de la aplicación.
- Completado automático del código en C y C++.
- Compatibilidad nativa con Doxygen.
- Permite control de versiones.